# 大野手比売
大野手比売（おほぬてひめ）は、日本神話に登場する神。

## 概要
『古事記』の国産みにおいて小豆島の別名として登場する。また『諸系譜』では布留多摩命の娘として登場し、天日方奇日方命の妻・日向賀牟度美良姫の別名とされる。
小豆島では島の島玉神として祀られ、島内にはかつて大鐸村などの地名もあった。「おおぬでひめ」の「鐸」（ぬで、ぬて、ぬりて）とは銅鐸のことで、実際に三五郎池の西側から銅鐸が出土している。

## 系譜
『古事記』では伊邪那岐命と伊邪那美命の子とされ、夫や子孫に関する記述はない。

### 宝賀寿男による異説
その夫について、宝賀寿男は、前記の通り天日方奇日方命との世代ズレや、越前に祀られることにから系譜伝承には難があり、三輪氏の祖神とは位置づけられないとし、河内国式内社の鐸比古神社と鐸比売神社の存在から考えると、祭神の鐸比古神・鐸比売神とは、本来凡河内国造の祖・彦己曽保理命の両親たる意富伊我都命とその妻の異名にあたるのではないかと主張した。神名の「伊我都」は「イカツ」、すなわち「雷」の意である。。

## 祀る神社
- 阿豆枳島神社（香川県小豆島町神懸通）
- 大野手姫神社（香川県土庄町肥土山）
- 須波阿湏疑神社（福井県今立郡池田町）